# Suisse au Concours Eurovision de la chanson 1959
La Suisse a participé au Concours Eurovision de la chanson 1959, alors appelé le « Grand prix Eurovision de la chanson européenne 1959 », à Cannes, en France. C'est la 4e participation suisse au Concours Eurovision de la chanson.
Le pays est représenté par Christa Williams et la chanson Irgendwoher, sélectionnées par la Télévision suisse romande.

## Sélection

### Finale suisse 1959
Le radiodiffuseur suisse francophone, la Télévision suisse romande (TSR), organise une finale nationale pour sélectionner l'artiste et la chanson représentant la Suisse au Concours Eurovision de la chanson 1959.
La finale suisse a eu lieu le 22 février 1959 à Lausanne. Mathé Altéry participante à cette finale nationale, a déjà représenté la France lors du premier concours en 1956.
Lors de cette sélection, c'est Christa Williams et la chanson Irgendwoher, écrite et composée par Lothar Löffler (de), qui furent choisies. Seule la chanson lauréate fut annoncée.

#### Finale
| Ordre | Interprète                    | Chanson                                            | Traduction                                              | Langue   | Place |
| ----- | ----------------------------- | -------------------------------------------------- | ------------------------------------------------------- | -------- | ----- |
| 1     | Jo Roland                     | Ein kleines Schiff in einer alten Branntweinflasch | Un petit navire dans une vieille bouteille d'eau-de-vie | Allemand | -     |
| 2     | Mathé Altéry                  | Marie-toi, Marie, marie-toi                        | -                                                       | Français | -     |
| 3     | Christa Williams              | Irgendwoher                                        | Quelque part                                            | Allemand | 1     |
| 4     | Jo Roland                     | Adieu Madeleine                                    | -                                                       | Français | -     |
| 5     | Christa Williams et Jo Roland | Die Spieldose                                      | La boîte à musique                                      | Allemand | -     |
| 6     | Mathé Altéry                  | Fallait pas faire ça                               | -                                                       | Français | -     |
| 7     | Christa Williams              | Mit Küssen fängt die Liebe an                      | L'amour commence par un baiser                          | Allemand | -     |
| 8     | Jo Roland                     | Sire le roi                                        | -                                                       | Français | -     |
| 9     | Christa Williams et Jo Roland | Mein kleines Lied                                  | Ma petite chanson                                       | Allemand | -     |

## À l'Eurovision
Chaque pays a un jury de dix personnes. Chaque membre du jury peut donner un point à sa chanson préférée.

### Points attribués par la Suisse
| 3 points | Italie Royaume-Uni                 |
| 1 point  | Allemagne Autriche Danemark France |

### Points attribués à la Suisse
| 10 points     | 9 points | 8 points | 7 points   | 6 points                                   |
| ------------- | -------- | -------- | ---------- | ------------------------------------------ |
|               |          |          |            |                                            |
| 5 points      | 4 points | 3 points | 2 points   | 1 point                                    |
| - Royaume-Uni |          | - Suède  | - Danemark | - Allemagne - Autriche - Belgique - Monaco |

Christa Williams interprète Irgendwoher en 8e position, après la Suède et avant l'Autriche. Au terme du vote final, la Suisse termine 4e sur 11 pays avec 14 points.